# Projecteur (mathématiques)
Pour les articles homonymes, voir Projecteur et Projection.

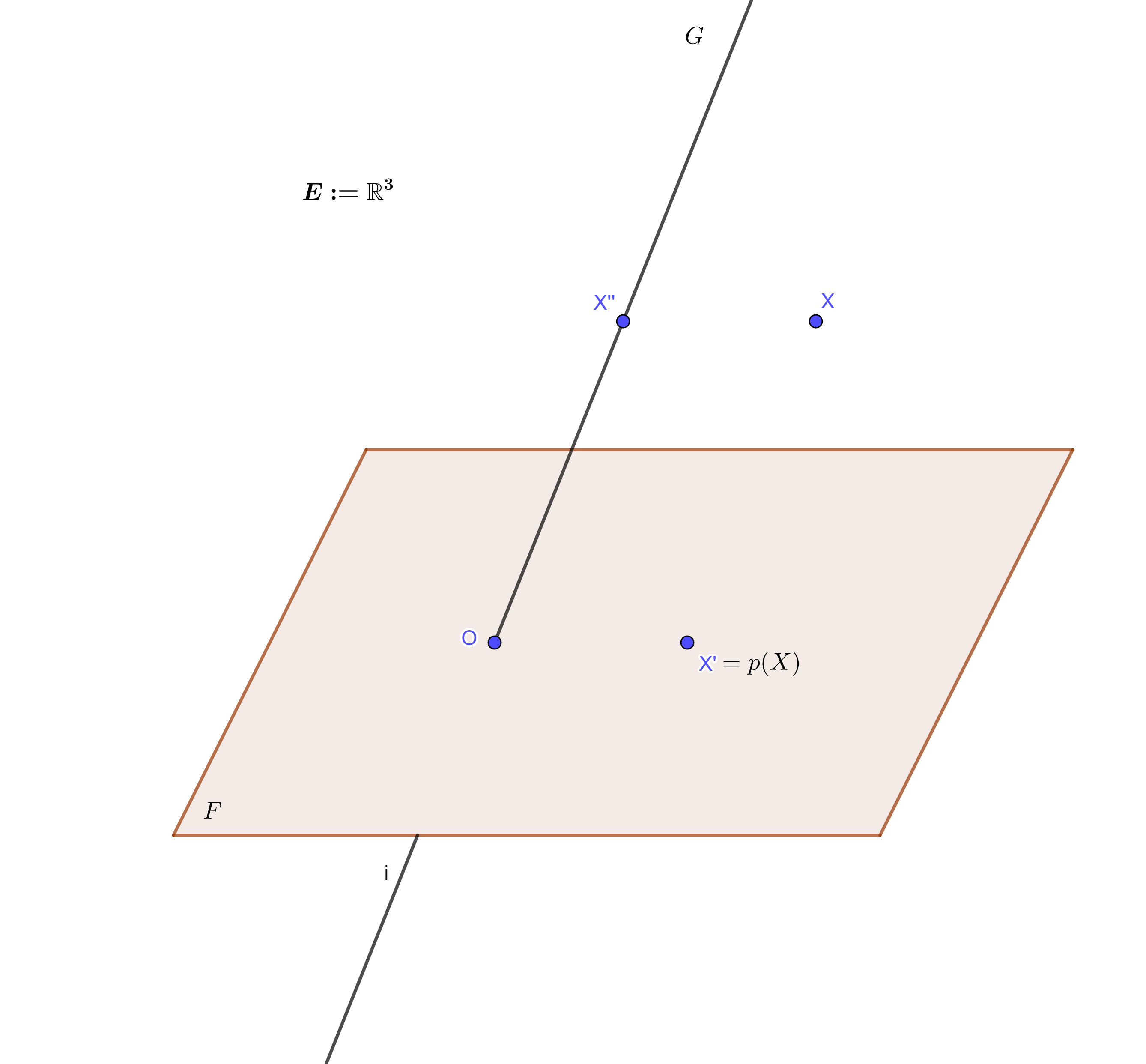
Un exemple de projection

En algèbre linéaire, un projecteur (ou une projection) est une application linéaire qu'on peut présenter de deux façons équivalentes :
- une projection linéaire associée à  une décomposition d'un espace vectoriel E comme somme de deux sous-espaces supplémentaires, c'est-à-dire qu'elle permet d'obtenir un des termes de la décomposition correspondante ;
- une application linéaire idempotente : elle vérifie p•p = p.

Dans un espace hilbertien ou même seulement préhilbertien, une projection pour laquelle les deux supplémentaires sont orthogonaux est appelée projection orthogonale.

## Définition de la projection vectorielle
Soient F un sous-espace vectoriel de E et G un supplémentaire de F dans E. N'importe quel vecteur x de E peut s'écrire d'une façon unique comme somme d'un vecteur de F et d'un vecteur de G : {\displaystyle \forall x\in E,\exists !(x',x'')\in F\times G,x=x'+x''}. La projection sur F parallèlement à G est alors l'application :
{\displaystyle {\begin{matrix}p:&E=F\oplus G&\rightarrow E\\&x=x'+x''&\mapsto x'.\end{matrix}}}

### Propriétés
Définie comme telle, l'application p est un endomorphisme, idempotent (p ∘ p = p), d'image im(p) = F et de noyau ker(p) = G. Cet endomorphisme est diagonalisable.

### Identification des projecteurs et des projections
On définit l'ensemble des projecteurs de E comme les endomorphismes p de E vérifiant p2 = p.
On vient de voir que toute projection est un projecteur. Réciproquement :
Théorème de caractérisation des projecteurs — Tout projecteur de E est une projection, précisément la projection sur im(p) parallèlement à ker(p), ces deux sous-espaces étant alors supplémentaires.

### Projecteur associé à un autre projecteur
La projection sur G parallèlement à F est l'application q = id – p, appelée aussi projecteur « associé » à p.
L'image de q est alors le noyau de p, l'image de p est le noyau de q. Autrement dit : ker(p) = im(id – p) et im(p) = ker(id – p).

### Projecteurs de même image
Deux endomorphismes p et r d'un même espace vectoriel sont des projecteurs de même image si et seulement si p ∘ r = r et r ∘ p = p.

## Projecteurs associés à une famille d'espaces supplémentaires
Un espace vectoriel E est somme directe de sous-espaces vectoriels {\displaystyle E_{1},\cdots ,E_{n}} si et seulement s'il existe une famille de projecteurs {\displaystyle p_{i}:E\to E_{i}} (pour {\displaystyle i\in \left\{1,\cdots ,n\right\}}) vérifiant :
{\displaystyle \operatorname {id} _{E}=p_{1}+\cdots +p_{n}} et {\displaystyle p_{i}\circ p_{j}=0} si i ≠ j.

## Symétries
Une symétrie vectorielle est un endomorphisme s tel que s2 est l'identité
(ne pas confondre avec « Endomorphisme symétrique »).
- En caractéristique différente de 2, p est un projecteur si et seulement si 2p – id est une symétrie vectorielle.

La recherche des endomorphismes tels que p2 = p, ou que s2 = id effectuée ici est un cas particulier simple du traitement de l'équation P(u) = 0 pour P polynôme et u endomorphisme ; voir l'article « Polynôme d'endomorphisme » pour des généralisations.

## Projecteurs orthogonaux
Dans un espace quadratique, en particulier dans un espace préhilbertien, un projecteur est un endomorphisme symétrique si et seulement si {\displaystyle \ker(p)=(\operatorname {im} (p))^{\perp }}. On a alors un projecteur orthogonal, ou une projection orthogonale.

## Représentation matricielle en base adaptée
Tout projecteur d'un espace de dimension finie est diagonalisable, avec comme seules valeurs propres 1 et 0 (s'il n'est ni nul, ni l'identité).
En effet, si l'on note {\displaystyle {\mathcal {B}}=(e_{1},\ldots ,e_{r},e_{r+1},\ldots ,e_{n})} une base de E avec {\displaystyle e_{1},\ldots ,e_{r}}  des vecteurs de im(p) et {\displaystyle e_{r+1},\ldots ,e_{n}} des vecteurs de ker(p) (ce qui est possible, car l'image et le noyau de p sont supplémentaires), alors la matrice de p dans cette base adaptée s'écrit :
{\displaystyle \mathrm {Mat} _{\mathcal {B}}(p)={\begin{pmatrix}\mathbf {I} _{r}&\mathbf {0} \\\mathbf {0} &\mathbf {0} _{n-r}\end{pmatrix}}.}
On a donc les propriétés suivantes :
- sur la diagonale apparaissent uniquement des 1 et des 0, et le nombre de 1 est égal au rang du projecteur, ainsi qu'à sa trace ;
- les autres coefficients sont nuls.

## Utilité des projecteurs

### En géométrie projective
En géométrie projective, un projecteur intervient. Considérons un exemple élémentaire : Soit {\displaystyle E=\mathbb {R} ^{3}{\text{ et }}\mathbb {R} P^{2}} l'espace projectif associé. Soit {\displaystyle a\in \mathbb {R} P^{2}} et {\displaystyle d=\pi ({\mathcal {P}})} une droite projective ne passant pas par {\displaystyle a}. Soit {\displaystyle {\hat {a}}} un représentant de {\displaystyle a} et soit {\displaystyle p} la projection sur  {\displaystyle {\mathcal {P}}} parallèlement à {\displaystyle \mathbb {R} {\hat {a}}}.
Ce projecteur permet de définir par passage au quotient la projection centrale {\displaystyle p_{a,d}}, projection de centre {\displaystyle a} sur la droite {\displaystyle d}.
{\displaystyle {\begin{matrix}E-\mathbb {R} {\hat {a}}&\displaystyle \xrightarrow {p} &E-\{0\}\\\pi \downarrow &&\pi \downarrow \\\mathbb {R} P^{2}-\{a\}&\displaystyle \xrightarrow {p_{a,d}} &\mathbb {R} P^{2}\end{matrix}}}
Ce type de projection est un fondement important de la géométrie projective.

### En géométrie affine
Les projections affines sont associées à des projecteurs linéaires.

### En théorie des séries de Fourier
Les coefficients de Fourier sont des composantes de projetés dans un espace fonctionnel adéquat.